# ガラスの中の少女
『ガラスの中の少女』（ガラスのなかのしょうじょ）は、有馬頼義の小説、またそれを原作とした映画。映画は日活版と東映版がある。

## あらすじ
靖代は大学助教授の杉太郎の娘だが、杉太郎は実の父ではなく、母と戦死した実父の間の娘で15歳の高校生である。彼女は、貧しい家に育ち、酒飲みの父を持ちながら高校中退後に小さな会社の玩具部品工場でアルバイトとして頑張る青年・陽一と親しくなってゆく。だが杉太郎は、娘を純潔なまま結婚させたいと考え、陽一との交際に反対する。杉太郎は教授に昇進するが、その日靖代を抱き寄せた時に、靖代は父の男の欲望を感じてしまう。そのうちに父が、北海道の大学に移るという話が出る。酒を飲んで荒れる父と争った陽一は、靖代とボートに乗りながら、睡眠薬での心中の話をする。2人は純潔なまま心中していくが、杉太郎はその純潔を信じないのであった。

## 書誌
- 有馬頼義『ガラスの中の少女』角川書店、1959年
- 有馬頼義『葉山一色海岸』角川文庫、1962年
- 有馬頼義『ガラスの中の少女 傑作小説集』光文社文庫、1988年7月

## 日活版映画
民芸製作、日活の配給で1960年公開。白黒映画。吉永小百合の初主演作で、浜田光夫とのコンビ第1作目。吉永の純粋でうら若い少女の魅力に、たちまちファンが付き、一気に日活看板女優の階段を駆け上がったといわれる。

### スタッフ
- 企画：大塚和
- 監督：若杉光夫
- 助監督：宮川孝司
- 脚本：青山民雄
- 原作：有馬頼義
- 撮影：井上莞
- 音楽：木下忠司
- 美術：岡田戸夢

### キャスト
- 沖中靖代：吉永小百合
- 靖代の義父・杉太郎：信欣三
- 靖代の母・里子：轟夕起子
- 広江陽一：浜田光夫（浜田光曠）[2]
- その父義助：大森義夫
- その母ます：小夜福子
- その弟昇：吉田雅俊
- 中村：草薙幸二郎
- 松三：稲垣隆史
- 社長：佐野浅夫
- 春江：南風洋子

### 製作
予告編では「日活パールラインの新人・吉永小百合第一回主演作品」と表記される。浜田光夫は「撮影時僕が16歳、吉永さんは14歳」と話しているが、「本栖湖での撮影は10月」と話していることから、撮影は公開直前の1960年秋と見られ、吉永は15歳と考えられる。冒頭湖に浮く吉永のシーンの撮影は、かなり低い水温で吉永は「大丈夫です」ですと気丈に耐え、長時間水に浸かり、撮影終了後は水から上がって来れず、硬直して意識を失っていたという。慌てて監督以下、スタッフ一同で吉永の身体をさすって意識を戻したが、浜田もさすろうとしたら、監督から「お前は火の始末をしてろ！」と怒鳴られ、吉永をさすることは出来ず「残念だった」と述べている。
始まって間もなく、娘の靖代（吉永）が不良の陽一（浜田）に偶然会ったという話を聞いた靖代の義父・杉太郎（信欣三）と母・里子（轟夕起子）が靖代を諭す台詞が映画の肝になっており、「立派に育ててお嫁にやることが父の責任の全て」「女はいい人を見つけて結婚するのが一番幸福」「学校を出ていい人と結婚することだけ考えていればいい」「いい人とは一生信頼が置けて尊敬できる人」「だからそれまでは絶対純潔を守らなきゃいけないんだ、女はね」「世の中には残念ながら無責任な行動をする人間が大勢い過ぎるんだ。それはほとんど男なんだ。毎日の新聞を見れば分かるだろ」、中盤に母の「女とは一人で生きていけないもの」などの台詞があり、これに対して靖代も陽一も「父は変人」と話すものの、ウーマン・リブ前のこれが女性に対する当時の大きくかけ離れてはいない世間の見方と考えられる。
陽一は玩具製作所で働くが、単純作業でタイミングを誤れば指が潰れそうな危ない仕事。工場の先輩・草薙幸二郎が若くて体格もよく小林薫に似たイケメン。
陽一の住む長屋で「また轢き逃げにやられた」という台詞がある。

### ロケ地
新宿区四ツ谷駅が外観、駅構内など何度も映る。当時は人影まばら。周りの聖イグナチオ教会や都電なども映る。その他、文京区後楽園遊園地付近を吉永と浜田が歩く。浜田の住む長屋はスタジオのセットと実際の長屋との併用で撮影が行われている。浜田が働く玩具工場と近辺は実際にロケが行われている。場所は不明で、当時の町工場が密集する場所には多かった生活道具が投棄された川やドブ川なども映る。冒頭とラストが山梨県本栖湖。

## 東映版映画
1988年3月5日公開の『ラブ・ストーリーを君に』で、映画初出演・初主演を果たした後藤久美子の主演映画第二弾。また吉田栄作の俳優デビュー作。1960年日活版のリメイクで、1989年東映の正月映画として公開された。カラー、ビスタサイズ、映倫番号：112785。

### スタッフ（東映版）
- 監督：出目昌伸
- 脚本：重森孝子、出目昌伸
- 音楽：加藤和彦
- 主題歌：佐木伸誘「ガラスの中の少女」
- 撮影：飯村雅彦
- 美術：小澤秀高
- 助監督：長谷川計二
- 製作主任：大塚泰之
- 技斗：清水照夫
- 現像：東映化学
- プロデューサー：和田徹、小島吉弘、坂上順
- 企画：岡田裕介、古賀誠一[13]

### キャスト（東映版）
- 沖中靖子：後藤久美子
- 広田陽一：吉田栄作（新人）
- 広田悦子：藤谷美紀
- 広田道代：浅茅陽子
- ホセ：ジョエル・ソテロ
- 佐々木：ラサール石井
- 江藤：峰岸徹
- 靖子の実母：長山藍子（特別出演）
- 沖中左都子：萬田久子
- 沖中杉太郎：津川雅彦
- 塾英語講師：佐藤忠志
- 小野武彦、勝部演之、松澤一之、河原さぶ、伊藤高、辰馬伸、稲山玄、池田道枝、須部浩美 ほか[13]

### 製作
『ラブ・ストーリーを君に』を観た岡田茂東映社長が後藤久美子を気に入り、「あの年齢で不思議な色気がある。次代を担うスターだ」「あれは近年稀にみる美少女だ。来年の正月もゴクミで行くぞ」などと絶賛し、岡田社長の並々ならぬ熱意に後藤主演の第二弾が1989年の東映正月映画に決まった。サユリスト岡田裕介プロデューサーは、「後藤君は何十年に一人という素材。第二の吉永小百合というふうに育てたい」、「TBSのテレビドラマ『痛快!ロックンロール通り』などで見せるゴクミの、ものおじしない現代性を生かし、時代に合わせたものに作り変える」と話した。東映は昭和30年代に吉永が歩んだ"美少女純愛路線"をゴクミで踏襲し、ゴクミには"国民的美少女"から"国民的映画女優"を目指して欲しいと期待した。
『ラブ・ストーリーを君に』製作の際に、東映から「後藤久美子と人気者・仲村トオルとのコンビで純愛路線を敷き、来年以降、お盆と正月の年二本体制でヤングをひきつけたい」と発表があったが、仲村は本作の併映作『悲しい色やねん』の主演に代わり、後藤の相手役選定にオーディションが行われ、応募者1万3000人の中から、吉田栄作が選ばれた。吉田は先にフジテレビ主催の「ナイスガイ・コンテスト・イン・ジャパン」でグランプリを受賞し、このとき、東映のプロデューサーから本作のオーディション参加を勧められたと話していることから、吉田の優勝は出来レースと見られる。
1988年7月22日、ホテルニューオータニで製作発表会があり、東映より「今回の映画化には原作に忠実であった"小百合版"を踏襲しながらも、ラストの心中シーンなど大巾に書きかえ、現代の物語と仕上げる」と告知された。理由は分からないが、原作・日活版の主人公の名前・沖中靖代が沖中靖子に変更されている。
岡田裕介は本作プロデュース後、1988年11月16日に部長待遇として、東映東京撮影所長付ヘッド企画者兼第一企画製作部長、俳優センター映画担当部長（参事）として東映に入社した。岡田は「やくざ映画を含めたアウトローのジャンルは、東映には得手とする人がいっぱいいますので、私としては、ラブストーリーをやりたい」等と述べた。岡田裕介の東映入社で、邦画御三家社長の息子・東宝松岡功のジュニア・松岡宏泰、松岡修造、大谷竹次郎の孫で大谷隆三前松竹社長の次男・大谷二郎の動向も注目され、「いよいよジュニアの時代到来」と映画関係者の話題を呼んだ。

#### 撮影
製作発表会の翌日、1988年7月23日クランクイン、同年9月クランクアップ、10月完成予定。劇中、1988年8月に日本で封切された『プレシディオの男たち』がパンテオンに、『スリーメン&ベビー』が渋谷東急に、『13日の金曜日 PART7/新しい恐怖』が渋谷東急など、看板が東急文化会館（現在の渋谷ヒカリエ）に掛かる。後半、広田陽一（吉田栄作、以下吉田）が東急文化会館前から道路に飛び出て、幹線道路を横切り、渋谷駅東口バスターミナルで刑事に押さえ込まれる危ないシーンがあり、この場所でこのワンシーンのために道路使用許可を取ったとは考えにくいため、渋谷東映近くのビルの屋上辺りから望遠レンズで撮ったゲリラ撮影と見られる。
良家のお嬢さんと不良の組み合わせと、ラストに湖に行くという設定以外、日活版と共通点はなく現代的にアレンジした。単にショックを受けただけの女性を男性がおんぶするという珍しいシーンがある。沖中靖子（後藤久美子、以下ゴクミ）が家出して吉田と一緒に長野県野尻湖の沖中家の別荘へ。夜、雰囲気のある音楽をかけてチークダンスを踊るが、吉田がパンツ一丁に見えるジーンズの短パンでゴクミの身体に密着させる際どいシーンがある。靖子の実母である長山藍子が入院中の病院を沖中杉太郎（津川雅彦）が「精〇病院だ！」というシーンがある。ゴクミに津川が「あの男（吉田）の命だけは助けよう」と言うが、拳銃不法所持と銃砲刀剣類所持等取締法、不法滞在者の幇助を足すと死刑になるのか、このセリフの意味は不明。冒頭のコインロッカーに始まり、ゴクミと吉田の再会のシチュエーションが河川敷の小屋、空港と偶然にも程があるタイミング。空港の件は驚かせるが、ゴクミが父親に対して怒りを露わにし、オーラスの拳銃ポーズの意味も不明で、ゴクミのキャラクターに合わせて強い女性を演じさせたかったのかもしれないが、権力者である父親の圧力で吉田と同等の罪を揉み消されているのにも関わらず、ゴクミ自身に罪の意識が全くないと感じさせるようにも取れるエンディングは、上手くいっていない印象を与える。 

#### ロケ地
東京都渋谷駅、東急文化会館プラネタリウム、羽田空港。長野県野尻湖、長野電鉄0系電車。ラストで吉田栄作が高校2年生の設定だったことが分かる。1時間10分ぐらいに津川が警察署長と話すシーンで、電話をする津川の窓の向うに国会議事堂が映る。セットの絵の可能性が高いが、或いは議員会館か、国会図書館か、近辺の建物の部屋を借りたのかもしれない。

### 興行
東京では渋谷東急のみの上映。渋谷東急は劇中何度も映る東急文化会館内の映画館（現在の渋谷ヒカリエ）。東映本番線は『ビー・バップ・ハイスクール 高校与太郎完結篇』/『恋子の毎日』。

### 作品の評価

#### 興行成績
興行収入2億円、配収収入2億5000万円。鈴木常承東映常務は「正月やって2億いかないのはシンドイ」等と述べた。『AVジャーナル』1989年6月号には「トオル＝ゴクミの2本立てでも不発に終わる。ローカル比（地方館の成績）が高い割りに成績伸びず」と、『映画年鑑』1990年版には「評価を得るには至らなかった」と記載がある。

### ソフト化状況
1989年にビデオソフトが東映ビデオより発売され（価格不明）、12,102本を売上げた。

### 同時上映
『悲しい色やねん』
- 主演 - 仲村トオル
- 監督 - 森田芳光

### 関連書籍（東映版）
- 『ガラスの中の少女 後藤久美子主演 ドキュメント』リクルート出版、1988年12月

### ネット配信（東映版）
- 東映シアターオンライン（YouTube）：2023年10月6日21:00（JST） - 同年同月20日（JST）